# ラブ&ファイト
『ラブ&ファイト』（ラブアンドファイト）は、2001年9月3日から11月30日にかけて、TBS系列の「愛の劇場」枠にて放送された昼のテレビドラマ。放送時間は月曜から金曜の13:00-13:30（JST）。全13週、65回。

## あらすじ
幼い頃に母を亡くした真希は、奇術団を率いる父の急死により、2代目として世界的なイリュージョニストとして活躍していた。ある日、奇術団の公演会場に、葉山にある一色クリニックの院長・松太郎が訪ねてくる。看護婦になる夢を再燃させた真希は、突然葉山にある一色の病院に押しかけ、働かせてほしいと懇願する。

## キャスト
- 上原真希：宮本真希
- 一色藍：川合千春
- 園田和之進：飯田基祐
- 高杉研三：志村東吾
- 西城秀樹：菊池均也
- 木村ひかり：阿部聖美
- 立川のぞみ：高島優子
- 木村こだま：望月さや
- 園田司：太田光輝
- さやか：浜丘麻矢
- 勇次：永山たかし
- 照美：清水めぐみ
- 一馬：竹沢一馬
- 五木：市川勇
- 陰山泰
- 鈴木修平
- 加藤善博
- 岡江久美子
- 美山杏：根岸季衣
- 一色松太郎：御木本伸介
- 真比留野譲司：仲本工事
- 一色菜津子：涼風真世

本作を手掛けた鈴木伸太郎プロデューサーの前作『永遠の1/2』で主演を務た戸田麻衣子と小沢真珠がゲスト出演し、戸田は同じ芳本美由紀役での出演だった。

## スタッフ
- 企画：貴島誠一郎、橋本孝
- 脚本：寺田敏雄、三上幸四郎、遠藤彩見、稲葉一広
- 演出：小野原和宏、三木茂、都築淳一
- 演出補：保坂克己、佃敏史、佐藤さやか、久保友紀子
- マジック指導：OFFICE TWO-ONE-FOUR
- 医療監修：梅内正勝（セントマリアクリニック）
- 看護監修：石田喜代美
- 選曲：大貫悦男
- 音響効果：田代智恵
- 美術プロデュース：古川雅之
- 美術制作：小林民雄、梁仁栄
- デザイン：高田太郎
- 装置：中尾政治、本田誠司、佐藤敦
- 装飾：田中秀和、八木澤宗夫、霧生匠
- 建具：宇野景治郎
- 電飾：三沢康明
- 植木装飾：兵頭二郎
- 生花装飾：遠山徹
- 衣裳：中村実穂、佐藤真由美
- メイク：高橋和美、丸山智美
- 持道具：吉田美代子
- 撮影技術：栗栖直樹
- 技術プロデュース：石井勝浩
- TD：山岸桂一
- 映像：高梨剣
- VTR：山根晋
- 照明：小野村拡洋
- 音声：吉田登、国澤藤一
- 編集：深沢佳文、松尾浩
- MA：古跡奈歩、宮下貴江
- タイトル：西村了
- 車輌：フィールドワーク
- 絵画協力：Tomomi Maru Kanemaru
- 撮影協力：ハウステンボス、スズキ、もとまちユニオン、カメヤマ、京浜急行電鉄、GRANT、サフォレディスクリニック、生産性国際交流センター、和田商店、北部丸幸、川崎中央青果、福苑、日本クリケット協会、三信電気、イースタンモータース東京、アデッソ、パンパシフィックホテル横浜、葉山ホテル音羽ノ森
- 協力：バスク、アックス、緑山スタジオ・シティ
- 記録：寺田まり、幸縁栄子
- スケジュール：三木茂
- 番組宣伝：小林恵美子
- 製作担当：岩崎敬道
- 製作進行：信平隆行、根岸美弥子、手塚亜希子
- AP：山崎淳子
- プロデュース：鈴木伸太郎
- 製作：TBS、共同テレビジョン

## 主題歌
- 「LOVE」

作詞：Milt Gabler/訳詞：漣健児/作曲：Bert Kaempfert/編曲：河辺健宏/歌：荻野目洋子